# TATA結合タンパク質
TATA結合タンパク質（ターターけつごうタンパクしつ、英: TATA-binding protein、TBP）とは、TATAボックスと呼ばれるDNA配列に特に結合する基本転写因子のことである。このDNA配列は一部の真核生物の遺伝子のプロモーター領域において転写開始位置の約25塩基対上流で見つかっている。TBPは、様々なTBPに関連した因子とともにRNAポリメラーゼII転写開始前複合体を作り上げる基本転写因子であるTFIIDを作り上げる。特有のDNA配列に結合する転写開始前複合体である数少ないタンパク質の1つとして、RNAポリメラーゼIIが遺伝子の転写開始位置に結合する助けとなる。しかしながら、ヒトのプロモーター領域の10-20%にしかTATAボックスが存在しないと考えられている。それゆえ、TBPはRNAポリメラーゼIIの位置決定のみに必要とされているのではないと考えられている。
TBPはDNAを80°折り曲げることで二本鎖DNAを解離することに関与している（多くのA-T間の結合はより容易にほどける）。TBPはβシートによる数少ない溝に結合するという点で、特異なタンパク質である。
TBPのもう1つの特異な特徴は、タンパク質のN末端における長いグルタミンの連続である。この領域がC末端のDNAへの結合の活性を調節しており、この調節が転写複合体 (transcription complex) 形成と転写開始に影響を与えている。このポリグルタミン領域をコードするCAGの繰り返しの数が多くなり、結果、ポリグルタミン鎖が伸長する変異は、神経変性である脊髄小脳失調症17型 (SCA17) に関係している。

## 転写因子の構成要素としての役割
TBPは真核生物の転写因子であるTFIIDのサブユニットである。 TFIIDはRNAポリメラーゼIIの転写開始前複合体形成の過程において最初にDNAと結合するタンパク質である。TFIIDの遺伝子のプロモーター領域に存在するTATAボックスへの結合は、RNAポリメラーゼIIが転写を行うために必要なほかの因子の補充を開始させる。その補充された転写因子にはTFIIAやTFIIB、TFIIFも含まれている。それぞれの転写因子は多くのタンパク質のサブユニットの相互作用により形成されており、このことは、転写というものが非常に統制されたプロセスであることを示している。
TBPはRNAポリメラーゼIやRNAポリメラーゼIIIにとってもまた必要な要素であり、また、TBPが3つのRNAポリメラーゼ全てに必要な唯一のサブユニットであると考えられている。

## DNAとタンパク質の相互作用
TBPがDNA内でTATAボックスと結合すると、塩基対間にアミノ酸の側鎖が入り込み、部分的に螺旋がほどけたり、普段よりよじれたりすることでDNAがゆがむ。このゆがみにより、タンパク質とDNAの接する面がより広くなる。TBPは、正の電荷を帯びたリシン、アルギニン残基により、DNA内の負の電荷を帯びたリン酸と結合する。DNAの鋭い屈曲は4つの大きなフェニルアラニン残基の突出部が適当な部分に入り込むことで生じる。DNAが屈曲していると、TBPとの接触が増え、したがってDNA-タンパク質間相互作用 (DNA-protein interaction) が増す。
この相互作用が二重らせんをほどくことによりDNAのひずみはより大きくなる。なぜならDNAのこの領域はアデニン、チミン残基が多く、これらの塩基対は2本の水素結合のみで形成されており、二重らせんがほどけやすいためである。二重らせんがほどけることにより塩基があらわになり、RNAポリメラーゼIIが遺伝子の転写を開始することができるようになる。

## 他のタンパク質との相互作用
TATA結合タンパク質は次のようなタンパク質とタンパク質間相互作用を示す。
- BRF1[9][10]
- BTAF1[11][12]
- C-Fos[13]
- C-jun[14]
- EDF1[15][16][17]
- GTF2B[11][18]
- GTF2A1[19][20][21][22][23]
- GTF2F1[11][24][25]
- GTF2H4[11]
- Mdm2[26][27]
- MSX1[28][29][30]
- NFYB[31]
- P53,[32][33]
- PAX6[33]
- POLR2A,[11]
- POU2F1[34]
- RELA,[35][36]
- NR2B1[37]
- TAF1[31][38][39][40]
- TAF10[31][39]
- TAF11[31][41][42]
- TAF13[41]
- TAF15[43]
- TAF4[31][44]
- TAF5[31][39][45]
- TAF6[31][39][44]
- TAF7[31][44]
- TAF9.[31][46]